# Autumn in London/Piango, perché piango!
Autumn in London/Piango, perché piango! è un singolo di Lucia Altieri, pubblicato nel 1961.

## Descrizione
Si tratta del settimo e ultimo singolo del 1961 della cantante. Il brano sul lato A è la cover di Autumn Song di Tony Osborne. L'orchestra è diretta da Gino Mescoli.
Entrambi i brani verranno inclusi nel primo album dell'artista, pubblicato l'anno seguente e intitolato semplicemente Lucia Altieri.

## Tracce
LATO A
1. Autumn in London (testo: Devilli – musica: Tony Osborne)

LATO B
1. Piango, perché piango! (testo: Vincenzo Ricciardi e Alfredo Napolitano – musica: Renato Matassa)